# Ulysse Fabre
Pour les articles homonymes, voir Fabre.
Ulysse Fabre, né le 12 février 1879 à Vaison-la-Romaine (Vaucluse) et mort le 24 mars 1946 dans la même ville, est un homme politique français.

## Carrière
Directeur d'une importante manufacture de machines agricoles, il est conseiller municipal de Vaison-la-Romaine en 1906, adjoint au maire en 1912 et maire de 1919 à 1940. Il est également conseiller général en 1913 et président du Conseil général de 1922 à 1940. Il est sénateur de Vaucluse de 1936 à 1940.
Le 10 juillet 1940, il vote les pleins pouvoirs au maréchal Pétain, mais est relevé de son inéligibilité en 1945, pour sa participation à la Résistance.